# 太平坝乡
太平坝乡是中国重庆市丰都县下辖的一个乡。

## 行政区划
太平坝乡辖5个行政村。
- 村：林沟村、下坝村、后坝村、中坝村、双流坝村